# مهرگان (پارسیان)
دهستان مهرگان از توابع بخش مرکزی شهرستان گاوبندی
در استان هرمزگان ایران. 
دارای تأسیسات زیر است: دبستان، دبیرستان، خانه بهداشت، آب‌انبار (برکه)، برق، ودارای چهار مسجد است.

## جمعیت
جمعیت آن در حدود ۲۳۰۰ نفر است، و به زبان‌های  عربی و فارسی تکلم می‌کنند.

## آثار
آثار خانه‌های قدیمی در روستا وجود دارد که از سنگ وکاه وگِل ساخته شده‌است.

## کار ودرآمد
شغل مردم تجارتی و کشاورزی است، وجود آب شیرین در این روستا کشاورزی مناسبی در روستا رایج است و جو و گندم و ذرت و  انواع گیاهان صیفی و شتوی زراعت می‌شود، در حدود ۵۰۰ اصله نخل دیم وجود دارد، قسمتی از مردم این دهستان به اضافه کشاورزی به دامداری نیز اشتغال دارند.